# Euphilotes
Genre
Le genre  Euphilotes regroupe des insectes lépidoptères de la famille des Lycaenidae et de la sous-famille des Polyommatinae.

## Dénomination
Le nom  Euphilotes leur a été donné par Mattoni en 1978.

## Aire de répartition
Leur aire de répartition est l'Amérique du Nord.

## Liste des espèces
- Euphilotes ancilla (Barnes et McDunnough, 1918) présent en Oregon
- Euphilotes battoides(Behr, 1867)
  - Euphilotes battoides battoides en Californie.
  - Euphilotes battoides allyni (Shields, 1975) en Californie.
  - Euphilotes battoides centralis (Barnes & McDunnough, 1917) dans le sud du Colorado et au Nouveau-Mexique.
  - Euphilotes battoides comstocki (Shields, 1975)
  - Euphilotes battoides glaucon (Edwards, 1871) sud de l'Idaho et nord-est de la Californie.
- Euphilotes baueri (Shields, 1975) présent en Californie.
  - Euphilotes baueri vernalis Pratt & Emmel, 1998en Californie
- Euphilotes bernardino Barnes et McDunnough, 1916)
  - Euphilotes bernardino bernardino en Californie.
  - Euphilotes bernardino garthi Mattoni, 1989 en Basse-Californie.
  - Euphilotes bernardino inyomontanus Prat et Emmel, 1998  en Californie.
  - Euphilotes bernardino marini (Mattoni, 1954) en Arizona.
  - Euphilotes bernardino martini (Mattoni, 1955) en Californie et dans le sud de l'Arizona.
- Euphilotes ellisii (Boisduval, 1852)
- Euphilotes enoptes (Boisduval, 1852)
  - Euphilotes enoptes enoptes  présent en Oregon et Californie.
  - Euphilotes enoptes bayensis (Langston, 1964) présent en Californie.
  - Euphilotes enoptes columbiae (Mattoni, 1955) présent dans l'Oregon et Washington.
  - Euphilotes enoptes cryptorufes  Pratt et Emmel, 1998,  présent en Californie.
  - Euphilotes enoptes dammersi (Comstock et Henne, 1933) Nevada, Arizona, Californie.
  - Euphilotes enoptes langstoni (Shields, 1975)
  - Euphilotes enoptes smithi (Mattoni, 1955) présent en Californie.
  - Euphilotes enoptes tildeni (Langston, 1964) présent en Californie.
- Euphilotes intermedia (Barnes & McDunnough, 1917) en Californie.
  - Euphilotes intermedia oregonensis (Barnes & McDunnough, 1917) dans le sud de l'Oregon.
- Euphilotes mojaves (Watson et Comstock, 1920) présent en Californie.
- Euphilotes pallescens(Tilden & Downey, 1955) présent sur la cote est des USA[1]
  - Euphilotes pallescens elvirae (Mattoni, 1966)
- Euphilotes rita (Barnes et McDunnough, 1916) le Rita Blue présent du Nevada au Texas.
  - Euphilotes rita rita
  - Euphilotes rita coloradensis (Mattoni, 1966)
  - Euphilotes rita emmeli (Shields, 1975)
  - Euphilotes rita mattoni (Shields, 1975)
- Euphilotes spaldingi (Barnes et McDunnough, 1917) présent au nord-est des USA[2]

## Première publication
(en) [PDF] RHT Mattoni, The Scolitantidini : I - Two new genera and a generic rearrangement (Lycaenidae), Journal of Research on the Lepidoptera 16(4): 224-225 Texte complet